# یکمان
یکمان (انگلیسی: ecumene؛ یونانی: οἰκουμένη، translit. oikouménē، lit) اصطلاحی که در یونانی باستان برای اشاره جهان شناخته شده، مسکون یا قابل سکونت استفاده می‌شد. در یونان باستان بخش‌هایی از جهان بود که جغرافی‌دانان یونانی می‌شناختند و به سه قاره (آفریقا، اروپا و آسیا) تقسیم می‌شد. در زمان امپراتوری روم، به کلیت تمدن و شامل امپراتوری سکولار و مذهبی اشاره می‌کرد. در کاربرد کنونی می‌تواند اشاره به مسیحیت به عنوان یک واحد یا به تمدن جهانی مدرن کند. این اصطلاح در نقشه‌کشی برای توصیف نوعی از نقشه جهان که در اواخر دوران باستان و قرون وسطی استفاده می‌شد بکار می‌رود.

## یونان

یکمان توصیفی هرودوت

جغرافی دانان یونان و روم باستان اندازه تقریبی کره زمین را می‌دانستند، اما از بسیاری از قسمت‌های آن بی‌خبر بودند. اراتوستن سیرنی (۲۷۶–۱۹۶ قبل از میلاد) محیط زمین را با دقت قابل توجهی (در ۱۰٪ مقدار صحیح) استنتاج کرد. کراتس، نقشه‌بردار یونانی، حدود ۱۵۰ سال قبل از میلاد یک نقشه کروی زمین را اختراع کرد. کلودیوس بطلمیوس (۸۳–۱۶۱) سطح زمین را در جغرافیای خود محاسبه کرد و بخش مسکونی را ۱۸۰از درجه طول جغرافیایی (از جزایر فورچون در غرب تا سریکا (شمال چین) در شرق) تا حدود ۸۰ درجه عرض جغرافیایی (از Thule در شمال تا ضد Meroë در زیر استوا) توصیف کرد. . بنابراین در وسیع‌ترین گستره ممکن، یکمان باستان از شمال اروپا تا آفریقای استوایی و از اقیانوس اطلس تا غرب چین امتداد داشت. در طول قرون وسطی، این تصویر از جهان تا اسکاندیناوی گسترده شد، اقیانوس اطلس شمالی، آسیای شرقی و در نهایت آفریقای زیر استوایی را در خود جای داد.

## رم

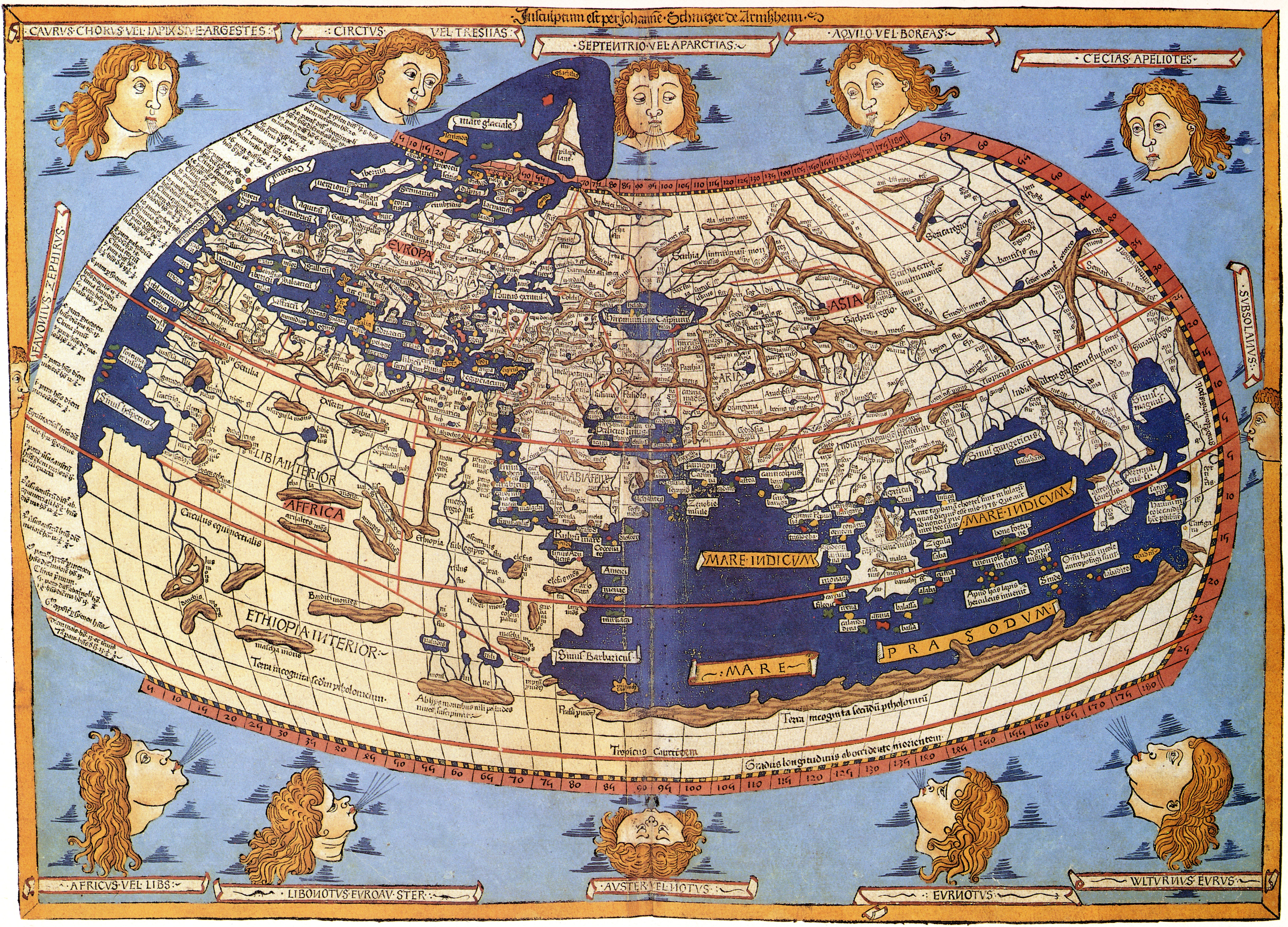
یکمان بطلمیوسی

این کلمه پس از تشکیل مجمع اسقفان از سراسر جهان توسط کنستانتین در اولین شورای نیسیه در سال ۳۲۵ در مسیحیت پذیرفته شد.
در آن زمان، این اصطلاح یونانی به‌طور خاص به جهان متمدن و سپس به امپراتوری روم اشاره داشت. این استفاده پس از اصلاحات دیوکلتیان ادامه یافت و امپراتوران بیزانس از آن برای اشاره به مدیریت امپراتوری خود استفاده کردند. قسطنطنیه «شهر جهانی» بود و پس از سال ۵۸۶، پاتریارک قسطنطنیه به عنوان «پتریارک جهانی قسطنطنیه» شناخته می‌شد. پاپ گرگوری اول با پذیرش این سبک توسط جان چهارم قسطنطنیه مخالفت کرد، زیرا این روش حاکی از یک صلاحیت جهانی است که او معتقد بود برای هر کسی قانونی نیست. نامه پنجم او جان را مورد سرزنش قرار می‌دهد که علیرغم اینکه این عنوان به دستور امپراتور موریس اعطا شده بود، «تلاش کرد تا نام جدیدی را به دست آورد، که به موجب آن ممکن است قلب همه برادران آزرده شود».
این نام همچنان توسط پلتریارکی ارتدوکس یونان به کار می‌رود، اگرچه با این مفهوم محدودتر بمعنی اسقف‌های پایتخت امپراتوری سابق هستند.

## دوره جدید

### دین
در مسیحیت این مفهوم مشابه مفهوم امت در اسلام بکار میرود. در قرن بیستم، این واژه برای اشاره به کلیسای مسیحی متحد که هدف نهایی جنبش یکمانی است به کار رفته‌است، یکمانی جنبشی برای اتحاد فرقه‌های مختلف مسیحیت است. کار جنبش یکمانی در قالب مذاکراتی که بین کمیته‌های فرقه‌های مختلف انجام می‌شود و همچنین از طریق گفتگوهای سازمان‌های بین فرقه‌ای مانند شورای جهانی کلیساها که به عنوان دامنه وب خود oikoumene.org ثبت شده انجام می‌شود. مسائل مربوطه شامل تعمید، عشای ربانی و خدمت است.

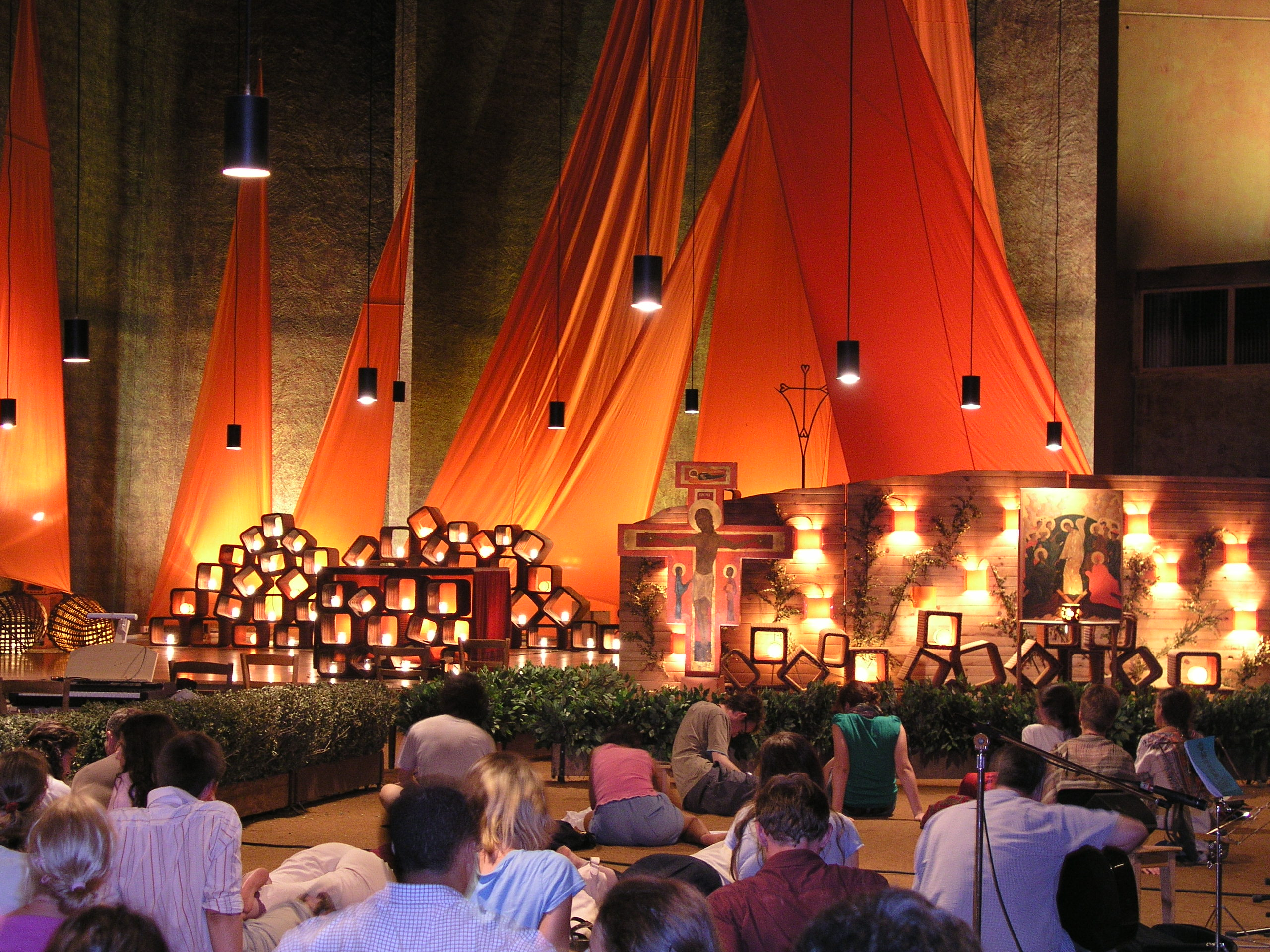
یکی از جلسات جماعت تیزیه

## فرهنگ
لوئیس مامفورد از اصطلاح «یکمان» به معنای آکادمیک در اثر خود، تکنیک و تمدن (۱۹۳۴) استفاده کرد.
ویلیام هاردی مک‌نیل در اثر خود ظهور غرب (۱۹۶۳) آن را رایج کرد و گفت یک جامعه جهانی واحد از طریق تسلط نهادهای سیاسی، علم، فناوری و اشکال اقتصادی اروپا(غرب) از اواخر قرن ۱۸ به بعد پدیدار شده‌است. 
می‌توان گفت که قبل از سفرهای اکتشافی بزرگ توسط کریستف کلمب، واسکو دوگاما و فردیناند ماژلان دو یکمان جداگانه وجود داشت - یکی جهان قدیم و دیگری جهان جدید و فاتحان اسپانیایی این دو را درهم آمیختند و یکمان یکپارچه  تشکیل شد.
پیتر اسلوتردایک در ۲۰۰۵ در کتاب خود در درون دنیای سرمایه‌داری (Im Weltinnenraum des Kapitals، ۲۰۰۵) از اصطلاحات یکمان اولیه و یکمان ثانویه استفاده می‌کند. اسلوتردایک این اصطلاحات را مستقیماً از آثار اریک وگلین، به‌ویژه از جلد چهارم نظم و تاریخ ۱۹۷۴ -فصل دوره یکمانی، نقل می‌کند.
نویسنده داستان‌های علمی تخیلی اورسولا لو گین Ursula Le Guin اصطلاح یکمان را در چرخه هاینیش خود استفاده می‌کند.